# Pantisocràcia
La Pantisocràcia (del grec πᾶν i ἰσοκρατία que significa "govern igual o anivellat per / per a tots" és una forma de govern teoritzada pels escriptors romàntics Samuel Taylor Coleridge i Robert Southey vers el 1794. Es tracta d'un govern utòpic, imaginat per fugir de la -segons els autors- corrupta societat europea de l'època i per fundar petites comunitats aïllades dirigides sota aquest sistema.
El mot "pantisocràcia" s'origina de les arrels gregues de pantos- i isocratia, això és tothom i poder d'iguals. S'ajusta a la significació que Coleridge i Southey volien donar a les seves comunitats. Concebien un "govern d'iguals", en el qual totes les persones tinguessin plena igualtat. Es tractava d'un projecte d'igualitarisme radical, marcat per les concepcions anarquistes primerenques de William Godwin, que donava suport a projectes de petites comunitats autogestionades a Amèrica, on es creia possible d'edificar una nova societat sense els vicis de la vella civilització occidental europea. Tot i que Coleridge i Southey planificaren la fundació d'una comunitat als Estats Units d'Amèrica, mai s'arribà a dur a terme.
La *pantisocracia) va ser un esquema utòpic ideat en 1794 per, entre d'altres, els poetes Samuel Taylor *Coleridge i Robert *Southey per a una comunitat igualitària. És un sistema de govern on tots governen per igual. Originalment tenien la intenció d'establir una comunitat d'aquest tipus als Estats Units, triant un lloc a la vora del riu *Susquehanna després de considerar altres llocs com Kentucky. [1] En 1795, *Southey tenia dubtes sobre la viabilitat d'això i va proposar traslladar el projecte a Gal·les. Els dos homes no van poder posar-se d'acord sobre la ubicació, la qual cosa va provocar el col·lapse del projecte.[2] Altres involucrats van incloure al poeta Robert *Lovell i tres de les germanes *Fricker, Sara, Edith i Mary, que es van casar amb els tres poetes, i George *Burnett (qui li va proposar matrimoni sense èxit a una altra germana *Fricker, Martha). El seu amic Thomas *Poole no formava part del pla, però va considerar mudar-se a algun lloc pròxim, escrivint:
Si pogueren realitzar [el seu pla], de fet, s'adonarien de l'edat de la raó; però per més perfectible que siga la naturalesa humana, em tem que encara no és prou perfecta per a existir durant molt de temps sota les regulacions de tal sistema, particularment quan els Executors del pla són presos d'una societat en un alt grau civilitzada i corrupta ... Crec que un L'home faria bé primer a veure el país i les seues esperances futures, abans d'eliminar les seues connexions o una gran part de la seua propietat, allí. Crec que podria viure als Estats Units, per a la meua satisfacció i crèdit, sense unir-me a aqueix pla ... encara que m'agradaria acompanyar-los i veure quins avanços fan.